# Lingua naskapi
La lingua naskapi (Iyuw Iyimuun in naskapi) è una lingua della famiglia linguistica algonchina, parlata dai Naskapi, una popolazione amerinda stanziata in Canada, nella penisola del Labrador nella provincia del Quebec.
La lingua viene scritta utilizzando l'Eastern Cree syllabics un alfasillabario con cui vengono scritte molte lingue di origine cree.
In particolare col termine naskapi viene indicata principalmente la lingua delle popolazioni che vivono nella riserva di Kawawachikamach (Quebec) e nei dintorni, la lingua è molto simile alla lingua cree nordorientale e condivide molte strutture lessicali con la lingua innu, entrambe lingue algonchine.
Anche se c'è un rapporto linguistico e culturale molto più stretto tra i Naskapi e gli Innu, che tra i Naskapi e altre comunità linguistiche cree, la lingua naskapi rimane unica e distinta da tutte le altre varietà linguistiche della penisola del Quebec-Labrador.

## Fonologia
|               | Bilabiale | Alveolare | Postalveolare | Palatale | Velare | Glottale |
| ------------- | --------- | --------- | ------------- | -------- | ------ | -------- |
| Nasale        | /m/       | /n/       |               |          |        |          |
| Occlusiva     | /p/       | /t/       | /tʃ/          |          | /k/    |          |
| Fricativa     |           | /s/       |               |          |        | /h/      |
| Approssimante | /w/       | (/ɹ/)     |               | /j/      |        |          |
| Laterale      |           | (/l/)     |               |          |        |          |

- Vocali lunghe:  /i/,   /a/,  /o/
- Vocali brevi:  /ɪ~ə/,  /ʌ~ə/,  /o~ʊ~u/